# Národní park Nízké Tatry
Národní park Nízké Tatry (NAPANT) je jedním z devíti národních parků na Slovensku. Leží na středním Slovensku mezi údolími řek Váh a Hron. Národní park a jeho ochranné pásmo chrání celé horské pásmo Nízkých Tater. Má rozlohu 72 842 ha a jeho ochranné pásmo 110 162 ha.
Nachází se v Banskobystřickém kraji (okres Banská Bystrica a okres Brezno), Žilinském kraji (okres Ružomberok a okres Liptovský Mikuláš) a Prešovském kraji (okres Poprad). Park byl založen roku 1978 a zpočátku se rozprostíral na 81 095 ha s ochranným pásmem 123 990 ha, což je dohromady 205 085 ha. K úpravě hranic došlo v roce 1997, kdy byla jeho celková plocha zredukována na 1830 km². Nejvyšším bodem parku je hora Ďumbier 2043 m n. m. Pod Kráľovou hoľou pramení čtyři slovenské řeky: Váh, Hron, Hnilec a Hornád.

## Turistický ruch

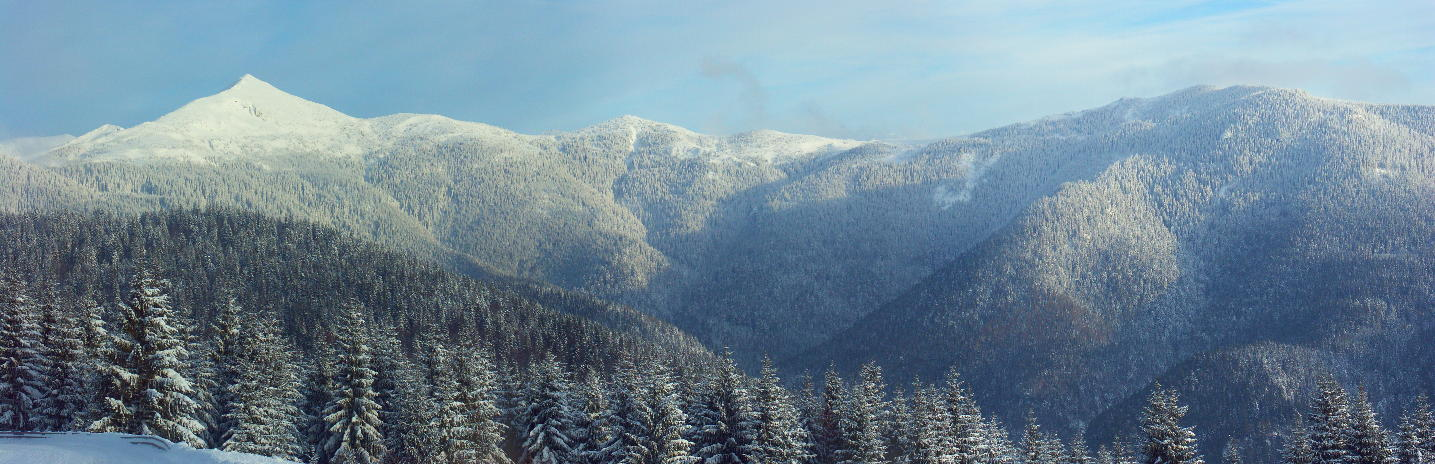
Nízké Tatry v zimě

Park je vynikajícím místem pro velké množství sportovních aktivit, známými středisky jsou například: Jasná, Tále, Demänovská dolina a Čertovica. Nachází se zde také několik veřejnosti zpřístupněných jeskyní: Demänovská jaskyňa Slobody, Demänovská ľadová jaskyňa, Bystrá, Važecká jaskyňa a Jeskyně mrtvých netopýrů.

## Chráněná území
Na území parku nebo jeho ochranného pásma se nacházejí následující chráněná území, dohromady zabírají plochu 98,89 km²:
- 10 národních přírodních rezervací
- 13 přírodních rezervací
- 5 národních přírodních památek
- 6 přírodních památek
- 6 chráněných areálů